# Операция Кондор
Операция Кондор (на испански: Operación Cóndor; на португалски: Operação Condor) е кампания на политически репресии и държавен терор, включваща разузнавателни операции и убийства на противници, която е официално започната през ноември 1975 г. от десните диктатури в страните от Южния конус на Южна Америка. Кампанията е подкрепяна и поддържана от САЩ.
Програмата, привидно целяща да изкорени комунистическите и съветските идеи и влияния, е създадена, за да потуши активните или потенциалните движения на опозицията срещу правителствените неолиберални икономически политики, които се стремят да обърнат икономическата политика от предишните години.
Поради нелегалния характер на операцията, точният брой смъртни случаи, пряко приписвани на нея, е силно оспорван. Според някои оценки, поне 60 000 смъртни случаи могат да бъдат приписани на операция Кондор, като приблизително 30 000 от тях в Аржентина, а така наречените „Архиви на терора“ включват 50 000 убити, 30 000 безследно изчезнали и 400 000 заключени. Сред жертвите са дисиденти и симпатизанти на левицата, синдикални и селски водачи, свещеници и монахини, студенти и учители, интелектуалци и заподозрени партизани. Въпреки че е описана от ЦРУ като „съвместни усилия на разузнавателните/охранителните служби на няколко южноамерикански страни за борба с тероризма и подривната дейност“, партизаните са използвани като оправдание, тъй като те никога не са били достатъчно, че да контролират територия, да се сдобият с материална подкрепа от външна сила или да застрашат националната сигурност. Ключови участници са правителствата на държавите: Аржентина, Чили, Уругвай, Парагвай, Боливия и Бразилия. По-късно към операцията се присъединяват с периферни роли Еквадор и Перу.
Правителството на САЩ предоставя планиране, координиране, обучение по изтезаване, техническа и военна поддръжка на военните правителства по време на управлението на Джонсън, Никсън, Форд, Картър и Рейгън. Поддръжката най-често е предоставяна чрез ЦРУ.